# Superrealno število
Superrealno število je v komutativni algebri razširitev pojma realnih števil.
Uvedla sta ga angleški matematik H. Garth Dales (Univerza v Leedsu) in ameriški matematik William Hugh Woodin (rojen 1955) kot posplošitev hiperrealnih števil v raziskovanju Banachovih algeber, nestandardne analize in teorije modelov. Obseg superrealnih števil je podobseg surrealnih števil.
Superrealna števila Dalesa in Woodina moramo ločiti od super-realnih števil, ki jih je vpeljal angleški matematik David Orme Tall (1941-1952). Ta števila so leksikografsko urejena.